# Lewis Wolfley

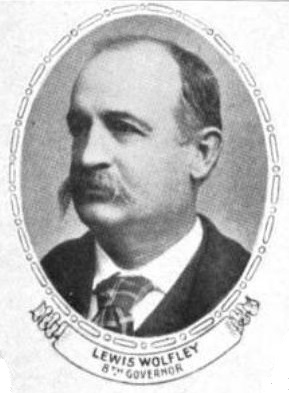
Lewis Wolfley

Lewis Wolfley (* 8. Oktober 1839 in Philadelphia, Pennsylvania; † 12. Februar 1910 in Los Angeles, Kalifornien) war ein US-amerikanischer Bauingenieur und Politiker (Republikanische Partei), der von 1889 bis 1890 Gouverneur des Arizona-Territoriums war. Er wird landläufig als der erste Territorialgouverneur betrachtet, der zur Zeit seiner Ernennung  in Arizona ansässig war und der einen Bachelor in dieser Position innehatte. Wolfleys politischer Werdegang war durch seinen fast kompletten Mangel am politischen Können getrübt. Daher verbrachte er viel von seiner Zeit als Gouverneur im politischen Nahkampf, der schließlich zu seinem Rücktritt führte.

## Frühe Jahre
Lewis Wolfley, Sohn von Lewis und Elanor (Irwin) Wolfley, wurde am 8. Oktober 1839 in Philadelphia geboren. Noch in jungen Jahren verstarb sein Vater, so dass Wolfey nahe der Grenze zu den Bundesstaaten Ohio und Kentucky aufwachsen musste. Die Familie seiner Mutter, die Ewings aus Ohio, zogen wegen seiner Ausbildung vor Gericht, die ein Bauingenieursstudium und ein mögliches Jurastudium einschloss. Als junger Mann arbeitete er dann für Eisenbahnen, die in Iowa und Ohio tätig waren.
Während des Bürgerkrieges kämpfte Wolfley in der 3. Kentucky Kavallerie des Unionsheers. Durch seinen dortigen Dienst bekam er schon bald den Spitznamen "Sherman's Fighting Major". General William T. Sherman regte ihn zum Kriegsende selbst dazu an, mit seinem damaligen Dienstgrad in der regulären Armee zu verbleiben. Allerdings verließ Wolfley die Armee mit dem Dienstgrad eines Oberstleutnants und zog nach New Orleans, wo er als US-Steuerbeamter arbeitete. 1872 war Wolfley als Bergarbeiter in Colorado tätig. Anschließend arbeitete er im District of Columbia, bevor er sich in den frühen 1880er Jahren im Arizona-Territorium niederließ. In Arizona arbeitete er dann als Bauingenieur, der Begutachtungsarbeiten an öffentlichen Grundstücken durchführte. Durch diese Arbeit gewann er bald an Ansehen.

## Gouverneur
Als der republikanische US-Präsident Benjamin Harrison sein Amt antrat, wünschte er den demokratischen Gouverneur C. Meyer Zulick durch ein Mitglied seiner eigenen Partei zu ersetzen. Zeitungsreporter gaben an, dass 15 bis 16 ernsthafte Anwärter für diesen Posten in Betracht kamen, unter ihnen der ehemalige Gouverneur Anson Safford und der Territorialdelegierte Curtis Coe Bean. Wolfley trat genau zwei Tage nach Harrison Amtseinführung (engl. presidential inauguration) seinen Posten an. Das Bewerbungsschreiben schloss Informationen über Wolfleys Kriegsdienst, seinen sechsjährigen Aufenthalt im Territorium und ein Schreiben, das die republikanische Plattform von territorialen Beamten im Territorium zu unterzeichnen verlangte, mit ein. Wolfleys Befürworter waren die Generäle William T. Sherman, Nelson Appleton Miles und John Schofield zusammen. Dazu zählten auch die US-Senatoren John Sherman, Russell Alexander Alger, James G. Blaine und der US-Innenminister John Willock Noble. Gegner seiner Ernennung war der US-Senator James Donald Cameron aus Pennsylvania. Sein Neffe, Brewster Cameron von der San Rafael Cattle Company, hatte einen vorhergehenden Rechnungsstreit mit Wolfley über eine Überbrückungstätigkeit als Viehtreiber in Arizona während dessen Nominierung. Trotz des Widerstands wurde Wolfley am 28. März einstimmig vom US-Senat bestätigt und am 8. April 1889 als neuer Gouverneur des Arizona-Territoriums vereidigt.
Der erste Punkt, den Wolfley als Gouverneur anging, war die Ernennung von territorialen Beamten. Der demokratische Gouverneur Zulick hatte als Teil seiner regulären Aufgaben eine volle Kandidatenliste von Nominierungen für die 15 Arizona Territorial Legislature vorgelegt. Die republikanisch kontrollierte Legislative wies allerdings Zulicks Nominierungen zurück und beantragte eine Vertagung bis nach der Ernennung von Wolfley als neuen Gouverneur, der seine eigenen Kandidaten ernennen würde. Viele der demokratischen Nominierten lehnten es allerdings ab, ihre Büros zu räumen. Sie begründeten dies damit, dass die territoriale Legislative ihr zugelassenes Sessionslimit von 60 Tagen vor der Bestätigung der republikanischen Nominierten überschritten hätte und dass der Gouverneur nur eine Sitzungspause machen könnte, wenn der aktuelle Amtsinhaber entweder Tod oder zurückgetreten sei. Infolgedessen hatte das Arizona-Territorium aufgrund ihrer früheren Ernennung mit den demokratischen Amtsinhabern effektiv zwei Sätze von territorialen Beamten, die die Gebäude und erforderlichen Archive kontrollierten, um verschiedene Aufgaben auszuführen.
Die Fähigkeit der territorialen Regierung zu arbeiten war durch die zwei Sätze von territorialen Beamten stark beeinträchtigt. Als erster Schritt diese Sachlage zu lösen wurde eine Klage eingereicht, um zu klären, dass die republikanischen Nominierten für die territoriale Schatzkammer die rechtmäßigen Amtsinhaber waren. Das Gericht entschied zugunsten der republikanischen Nominierten, jedoch veranlassten die Urteilsbegründungen die andere republikanischen Nominierten nur zögernd eine Klage einzureichen. Während die Gerichte schließlich zugunsten Wolfleys Ernennungen entschieden, war er seine Administration, die allen demokratischen Nominierten die Gehaltszahlungen vorenthielt, so dass diese letztendlich gezwungen waren ihre Büros zu räumen.
Wolfleys interne Machtkämpfe dehnten sich auch auf Mitglieder seiner eigenen Partei aus. William Christy, ein erfolgloser Kandidat um das Amt des Gouverneurs, unterstützte eine Gruppe, die den Gouverneur aus dem Amt entfernen wollte. Ferner war Wolfley durch seine politischen Gegner beunruhigt, die im Laufe der Zeit bundesstaatliche Posten bekamen. Ein Beispiel dafür war George Christ, der Brewster Cameron als Wolfleys Gegner bei der Nominierung unterstützte und zum Zolleinnehmer in Nogales ernannt wurde. Als zweites war die Ernennung von Richard Elihu Sloan zum Richter im ersten Gerichtsbezirk des Arizona-Territoriums zu nennen. Wolfley unterstützte zuerst die Ernennung, änderte dann aber seine Meinung als Sloan Cameron zu seinem Clerk machte.
Die Hauptleistung der Administration von Wolfley war die Refinanzierung der Territorialschulden. Der niedrige Zinssatz, der durch die Refinanzierung erreicht wurde, verringerte die jährlichen Zinszahlungen auf 59.006,40 US-Dollar. In einem Versuch die transportbedingten Preisunterschiede zu verringern, die zwischen verschiedenen Teilen von Arizona herrschten, nahm er Einfluss auf die Schaffung von neuen Eisenbahnen um die Nord- und Südhälfte des Territoriums zu verbinden. Der Gouverneur stand auch mehreren ereignisgesteuerten Anliegen gegenüber. Die mögliche Rückkehr der Chiricahua nach Arizona wurde zu einem Punkt, nach dem die Bundesregierung diese von Florida nach Alabama umsiedelte. Nachdem etliche mögliche Standorte betrachtet wurden, wurden die Apachen schließlich bei Fort Sill im Indiana-Territorium (heute Oklahoma) angesiedelt. Die anhaltende Zuwanderung von mormonischen Siedlern in das Territorium bildete einen weiteren Punkt, da ihre Tendenz als geschlossener Block zu wählen bei ihm Besorgnis auslöste. Er nannte sie den gefährlichsten und gewissenlosesten Faktor in der Politik. Den letzten Punkt bildete James Reavis mit seinem arglistigen Anspruch auf Landzuweisung in einer Größenordnung von 18.000 Quadratmeilen (47.000 km²), der eine vollständige Besiedlungsunterbrechung bis 1904 verursachte.
Ende 1889 forderten die meisten Zeitungen im Territorium Wolfleys Rücktritt. Um den Feindseligkeiten dieser Zeitungen und seiner politischen Feinde entgegenzuwirken, half Wolfley The Arizona Republic als Forum seiner Ansichten nach außen zu gründen. Seine Anstrengungen reichten nicht aus um seinen Job zu behalten. Nachdem er um seinen Rücktritt gebeten wurde, reichte Wolfley am 20. August 1890 seine Rücktrittserklärung ein.

## Weiterer Lebenslauf
Nach seinem Rücktritt zog Wolfley nach Prescott, wo er wieder als Bauingenieur und als Landvermesser arbeitete. Eines von Wolfleys Projekten war die Vermessung von 414.000 Acres (1.680 km²) entlang der Atlantic & Pacific Railroad. Ein anderes Projekt war ein Erdwalldamm am Gila River. Nachdem beinahe 750.000 US-Dollar für den Bau des Damms ausgegeben waren, spülte eine Flut die Arbeit weg. Anlässlich eines negativen Urteils beim folgenden Gerichtsverfahrens verlangte Wolfley, dass alle Richtern des Supreme Courts abgelöst werden sollten.
Wolfley stellte 1897 ein weiteres Gesuch um das Amt des Gouverneurs, wurde jedoch von US-Präsident William McKinley nicht nominiert. 1908 zog er nach Los Angeles, wo er versuchte Ozeanwellen zur Gewinnung von Elektrizität zu benutzen. Wolfley verstarb 1910, nachdem er von einer Straßenbahn angefahren wurde. Anschließend wurde er auf dem Prescott's I.O.O.F. Cemetery beigesetzt.